# Бургау (Штирия)
Бургау (нем. Burgau (Steiermark)) — ярмарочный посёлок в Австрии, ярмарочный посёлок, расположен в федеральной земле Штирия.
Входит в состав округа Фюрстенфельд. Население составляет 1009 человек (на 31 декабря 2005 года). Занимает площадь 19,99 км².

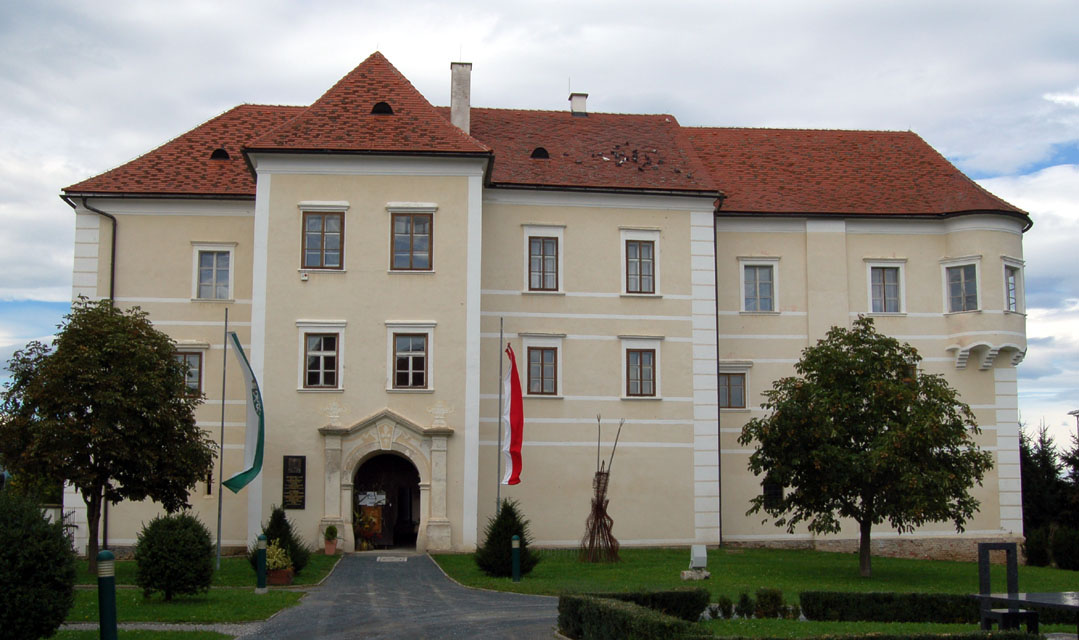
Замок

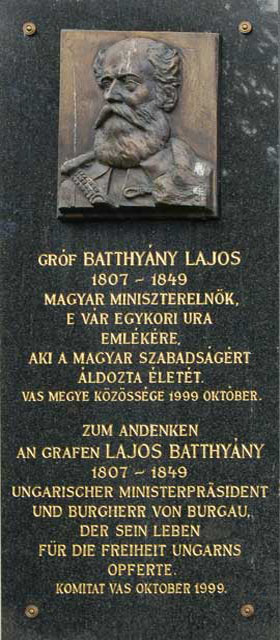
Бургау

## Политическая ситуация
Бургомистр коммуны — Грегор Лёффлер (АНП) по результатам выборов 2005 года.
Совет представителей коммуны (нем. Gemeinderat) состоит из 15 мест.
- АНП занимает 9 мест.
- СДПА занимает 6 мест.